# Залізничні лінії Миколаївської області
Залізничні лінії Миколаївської області — мережа залізниць на території Миколаївщини, що об'єднує між собою населені пункти та окремі об'єкти та призначена для руху транспортних засобів, перевезення пасажирів та вантажів.

## Характеристика системи
- Електрифіковані дільниці:
  - Одеса-Головна — Колосівка — Помічна
- Неелектрифіковані:
  - Колосівка — Миколаїв — Миколаїв-Вантажний
  - Долинська — Миколаїв — Херсон
  - Миколаїв — Снігурівка — Каховка
  - Апостолове — Снігурівка — Херсон
- Двоколійні дільниці:
  - Одеса-Головна — Колосівка
- Частково двоколійні дільниці:
  - Миколаїв — Долинська
  - Колосівка — Помічна
- Одноколійні дільниці:
  - Колосівка — Миколаїв — Миколаїв-Вантажний
  - Миколаїв — Херсон
  - Миколаїв — Снігурівка — Каховка
  - Апостолове — Снігурівка — Херсон

- Прискорений пасажирський рух:
  - Долинська — Миколаїв — Херсон

## Обслуговування
- Одеська залізниця:
  - Херсонська дирекція
  - Одеська дирекція
  - Знам'янська дирекція

## Основні дільниці

### Одеса-Головна—Колосівка—Помічна

#### Колосівка—Одеса-Головна(в межах області)
Дільницю обслуговує Одеська дирекція дирекція Одеської залізниці.
Дільниця нараховує 2 зупинні пункти, в тому числі 1 станцію (Колосівка).
Лінія електрифікована, двоколійна.
Дільниця обслуговує пасажирські та приміські електропоїзди.
Станції, на яких зупиняються пасажирські поїзди: Колосівка.
Основні напрямки приміського сполучення:
- Одеса-Головна — Помічна
- Одеса-Головна — Колосівка

#### Колосівка—Помічна(в межах області)
Дільницю обслуговує Знам'янська дирекція Одеської залізниці.
Дільниця нараховує 20 зупинних пунктів, в тому числі 10 станцій (Веселинове, Вознесенськ, Кавуни, Колосівка, Людмилівка, Мартинівська, Олександрівка, Олійникове, Трикратне, Південноукраїнська).
Лінія електрифікована, частково двоколійна.
Лінія має відгалуження: від станції Колосівка до станції Миколаїв, від станції Олійникове до станції Долинська.
Дільниця обслуговує пасажирські та приміські електропоїзди.
Станції, на яких зупиняються пасажирські поїзди: Веселинове, Вознесенськ, Кавуни, Колосівка, Людмилівка, Мартинівська, Олійникове, Трикратне, Південноукраїнська.
Основні напрямки приміського сполучення:
- Одеса-Головна — Помічна
- Одеса-Головна — Колосівка
- Знам'янка-Пасажирська — Вознесенськ

### Колосівка—Миколаїв—Миколаїв-Вантажний

#### Колосівка—Миколаїв
Дільницю обслуговує Херсонська дирекція Одеської залізниці.
Дільниця нараховує 17 зупинних пунктів, в тому числі 8 станцій (Баловне, Зелений Гай, Колосівка, Миколаїв, Мішкове, Первенець, Тернівка-Миколаївська, Трихати, Ясна Зоря).
Лінія неелектрифікована, одноколійна.
Лінія має відгалуження: від станції Колосівка до станції Помічна, від станції Миколаїв до станцій Долинська та Снігурівка.
Дільниця обслуговує пасажирські та приміські поїзди.
Станції, на яких зупиняються пасажирські поїзди: Баловне, Зелений Гай, Колосівка, Миколаїв, Новокатеринівка, Ясна Зоря.
Основні напрямки приміського сполучення:
- Миколаїв-Вантажний — Колосівка

#### Миколаїв-Вантажний—Миколаїв
Дільницю обслуговує Херсонська дирекція Одеської залізниці.
Дільниця нараховує 5 зупинних пунктів, в тому числі 2 станції (Миколаїв, Миколаїв-Вантажний).
Лінія неелектрифікована, одноколійна.
Лінія має відгалуження: від станцій Миколаїв-Вантажний та 230 км до станції Херсон.
Дільниця обслуговує приміські поїзди.
Станції, на яких зупиняються пасажирські поїзди: Миколаїв.
Основні напрямки приміського сполучення:
- Миколаїв-Вантажний — Вадим
- Миколаїв-Вантажний — Каховка
- Миколаїв-Вантажний — Колосівка
- Миколаїв-Вантажний — Долинська
- Миколаїв-Вантажний — Тимкове

### Долинська—Миколаїв—Херсон

#### Долинська—Миколаїв(в межах області)
Дільницю обслуговує Херсонська дирекція Одеської залізниці.
Дільниця нараховує 22 зупинні пункти, в тому числі 10 станцій (Горожене, Горохівка, Грейгове, Казанка, Лоцкине, Миколаїв, Новий Буг, Новоданилівка, Новополтавка, Явкине).
Лінія неелектрифікована, частково двоколійна.
Лінія має відгалуження: від станції Миколаїв до станцій Колосівка та Снігурівка.
Дільниця обслуговує пасажирські та приміські поїзди.
Станції, на яких зупиняються пасажирські поїзди: Казанка, Миколаїв, Новий Буг, Явкине.
Основні напрямки приміського сполучення:
- Миколаїв-Вантажний — Долинська
- Миколаїв-Вантажний — Тимкове

#### Херсон—Миколаїв(в межах області)
Дільницю обслуговує Херсонська дирекція Одеської залізниці.
Дільниця нараховує 3 зупинні пункти, в тому числі 3 станції (Котляреве, Кульбакине, Миколаїв).
Лінія неелектрифікована, одноколійна.
Лінія має відгалуження: від станції Миколаїв до станції Миколаїв-Вантажний, від станції Кульбакине до станції Жовтнева (вантажна лінія).
Дільниця обслуговує пасажирські та приміські поїзди.
Станції, на яких зупиняються пасажирські поїзди: Миколаїв.
Регіональні поїзди та поїзди підвищеної комфортності:
- Миколаїв — Апостолове

Основні напрямки приміського сполучення:
- Миколаїв-Вантажний — Вадим

### Миколаїв—Снігурівка—Каховка

#### Миколаїв—Снігурівка
Дільницю обслуговує Херсонська дирекція Одеської залізниці.
Дільниця нараховує 8 зупинних пунктів, в тому числі 3 станції (Засілля, Миколаїв, Снігурівка).
Лінія неелектрифікована, одноколійна.
Лінія має відгалуження: від станції Миколаїв до станцій Колосівка та Долинська, від станції Снігурівка до станції Херсон.
Дільниця обслуговує пасажирські та приміські поїзди.
Станції, на яких зупиняються пасажирські поїзди: Миколаїв, Снігурівка.
Основні напрямки приміського сполучення:
- Миколаїв-Вантажний — Каховка

#### Снігурівка—Каховка(в межах області)
Дільницю обслуговує Херсонська дирекція Одеської залізниці.
Дільниця нараховує 3 зупинні пункти, в тому числі 1 станцію (Снігурівка).
Лінія неелектрифікована, одноколійна.
Лінія має відгалуження: від станції Снігурівка до станції Апостолове.
Дільниця обслуговує пасажирські та приміські поїзди.
Станції, на яких зупиняються пасажирські поїзди: Снігурівка.
Основні напрямки приміського сполучення:
- Миколаїв-Вантажний — Каховка
- Херсон — Нововесела

### Апостолове—Снігурівка—Херсон

#### Апостолове—Снігурівка(в межах області)
Дільницю обслуговує Херсонська дирекція Одеської залізниці.
Дільниця нараховує 5 зупинних пунктів, в тому числі 3 станції (Туркули, Калініндорф, Снігурівка).
Лінія неелектрифікована, одноколійна.
Лінія має відгалуження: від станції Снігурівка до станції Каховка.
Дільниця обслуговує пасажирські та приміські поїзди.
Станції, на яких зупиняються пасажирські поїзди: Снігурівка.
Регіональні поїзди та поїзди підвищеної комфортності:
- Миколаїв — Апостолове

Основні напрямки приміського сполучення:
- Херсон — Високопілля

#### Снігурівка—Херсон(в межах області)
Дільницю обслуговує Херсонська дирекція Одеської залізниці.
Дільниця нараховує 4 зупинні пункти, в тому числі 2 станції (Галаганівка, Снігурівка).
Лінія неелектрифікована, одноколійна.
Лінія має відгалуження: від станції Снігурівка до станції Миколаїв.
Дільниця обслуговує пасажирські та приміські поїзди.
Станції, на яких зупиняються пасажирські поїзди: Галаганівка, Снігурівка.
Регіональні поїзди та поїзди підвищеної комфортності:
- Миколаїв — Апостолове

Основні напрямки приміського сполучення:
- Херсон — Нововесела
- Херсон — Високопілля